# (110393) Rammstein
(110393) Rammstein ist ein Asteroid (offiziell: ein Kleinplanet), der vom Weltraumforscher Jean-Claude Merlin in der Sternwarte Le Creusot entdeckt wurde. Der Kleinplanet erhielt seinen Namen nach der deutschen, international erfolgreichen Band Rammstein. Merlin begründete seine Wahl damit, dass Rammstein „auf der ganzen Welt spektakuläre Live-Shows spielen“.
Das US-amerikanische Minor Planet Center (MPC), welches für die Anerkennung eines Weltraumkörpers als Kleinplanet und die Namensgebung verantwortlich ist, bestätigte am 19. Februar 2006 offiziell die Eintragung und den Namen.